# Bassiéri
Bassiéri est une commune rurale située dans le département de Gayéri de la province de la Komondjari dans la région de l'Est au Burkina Faso.

## Géographie
Bassiéri est situé à environ 28 km au Nord-Ouestst de Gayéri, le chef-lieu du département.

## Santé et éducation
Bassiéri accueille un centre de santé et de promotion sociale (CSPS).